# Желтогорлый медосос
Желтогорлый медосос (лат. Nesoptilotis flavicollis) — вид воробьиных птиц из семейства медососовых (Meliphagidae). По повадкам и внешности птица похожа на вид Nesoptilotis leucotis, обитает на острове Тасмании и близлежащих островах. Ранее птица считалась вредителем садов.

## Таксономия
Впервые вид был описан французским учёным-орнитологом Луи Жан-Пьер Вьейо в 1817 году, изначально поместившим птицу в род венценосных медососов. Видовое название происходит от лат. flavus — «жёлтый» и лат. collis — «шея».

## Описание
Желтогорлый медосос — птица средних размеров с довольно длинным хвостом. Длина птицы составляет 21 см, а вес 31 грамм. Птица имеет яркую оливково-зеленую спину, серебристо-серую макушку, голову и туловище, контрастирующие с характерным ярко-желтым подклювьем и горлом. Контуры крыльев и участки около уха жёлтые. Клюв чёрный, глаза тёмно-красного цвета. Самки меньше самцов. Молодые особи очень похожи на взрослых, но с матовым оперением.

## Распространение и среда обитания
Птица является типичным видом, распространённым в Тасмании, на острове Кинг и островах Фюрно. Птица является распространённым видом и не находится под угрозой вымирания.
Её естественной среда обитания являются широколиственные и смешанные леса, редколесья и прибрежные кустарники и пустоши. Как влажные, так и сухие склерофитные леса являются одним из излюбленных местообитаний, хотя птицы предпочитают и другие территории, как альпийские и открытые эвкалиптовые леса и влажные леса. Они также можно встретить на полях для гольфа, фруктовых деревьях, парках и сады. Старые насаждения сухих склерофитов могут страдать от огня.

## Поведение
Вид является территориальной и довольно агрессивной птицей по сравнению с другими медососами, радужными птицами, золотым свистуном и серогрудой сорокопутовой мухоловкой и гоняет их со своих территорий.

### Питание
Птица питается преимущественно членистоногими, иногда нектаром, фруктами или семенами. Кормится на пологих склонах или на земле, как правило, в одиночку или парами. Еду добывает из стволов, ветвей и земли, ковыряясь в коре или стволах деревьев, иногда в полете. В более редких случаях  исследуются цветы в поисках насекомых или нектар.

### Размножение

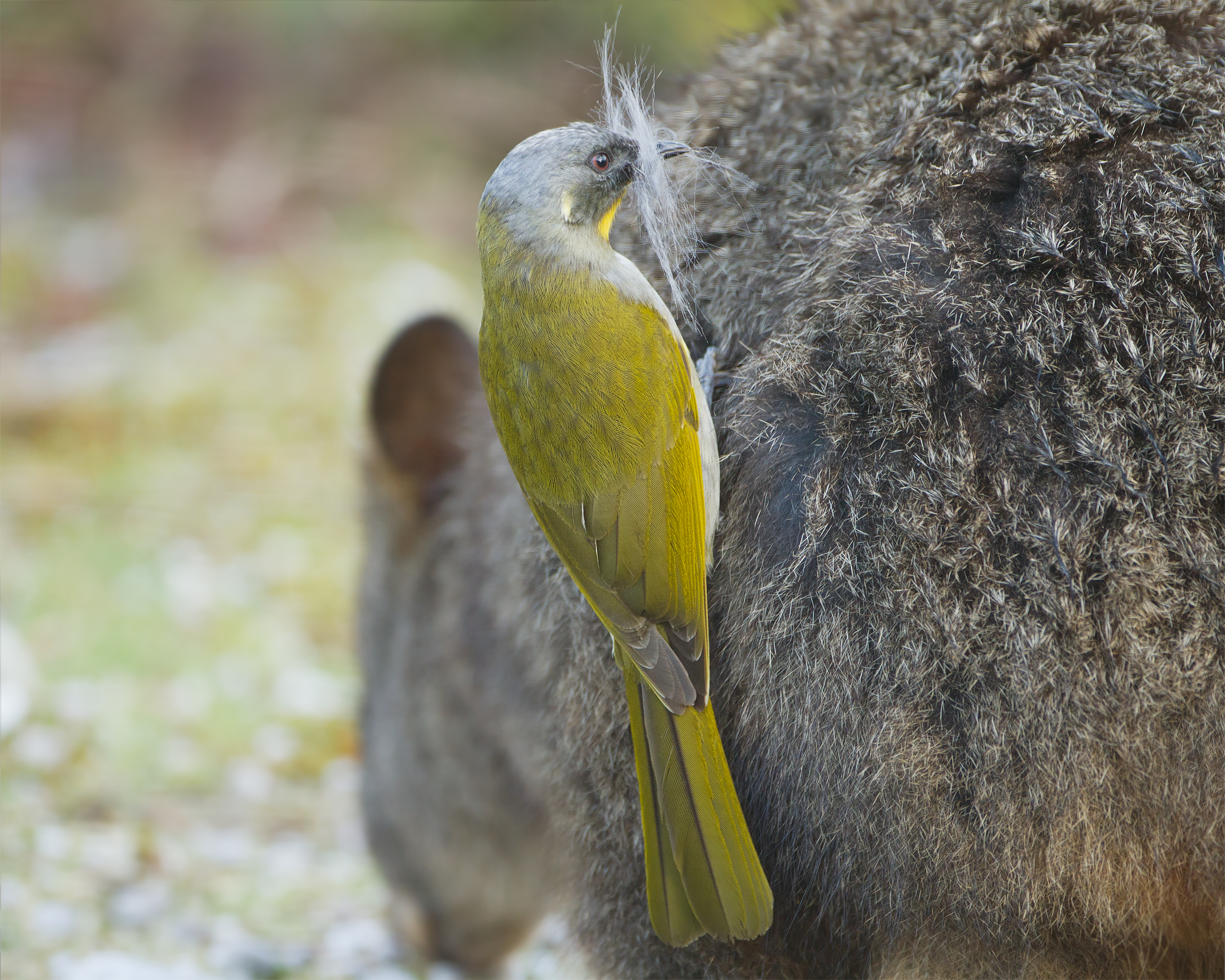
Птица собирает волосы с живого с тасманийского филандера для строительства гнезда

Размножение происходит с августа по январь. В период размножения самки летят на территории самцов. Гнездо часто строится в пределах 1 м от земли в низких кустарниках или на кочках, но иногда встречается на высоте до 10 м в листве. Гнездо строится самкой при помощи травы, кусочков коры, листьев и паутины и стелиться древесным волокном, шерстью и пухом. Известно, что птица для гнезда собирает волосы с животных, например, с лошадей, собак и людей. Самка в одиночку высиживает яйца и кормит птенцов. Обычная кладка состоит из двух или трёх яиц розового цвета, инкубационный период которых составляет около 16 дней. Наседки также проводят около 16 дней в гнезде. Как только птенцы становятся достаточно взрослыми, самец выгоняет их и самку из гнезда (обычно по истечении трёх недель) . Основными гнездовыми паразитами птицы являются веерохвостая щетинистая кукушка и бледная кукушка.

### Вокализация
Вид издаёт различные звуки. Они включают в себя брачные крики, которые используются для привлечения партнеров на их собственную территорию. Этот звук изменяется географически, но, по сути, состоит из шумных «чирик-чирик» или громкого «двит» и используется во время периода размножения. Другим типичными звуками являются повторяющиеся «тонк-тонк-тонк» или «тчук-тчук».